# Bloom (Song Ji-eun)
Bloom  è il quinto singolo della cantante sudcoreana Jieun, pubblicato nel 2020 dall'etichetta discografica OneSoul Entertainment.
Il singolo è stato venduto in CD, e la sua title track è stata aggiunta alla tracklist del terzo EP della cantante, Dream.

## Tracce
CD
1. Bloom
2. Mirage
3. MIL (Make it love)
4. Cradle song
5. Bloom (strumentale)

Download digitale
1. Bloom
2. Bloom (strumentale)